# Lijst van bondspresidenten van Oostenrijk
Dit is een lijst van bondspresidenten van Oostenrijk.

## Lijst van bondspresidenten van Oostenrijk (1918-heden)

### Bondspresidenten tijdens deEerste Oostenrijkse Republiek(1918-1938)
| Bondspresident | Bondspresident | Ambtstermijn                       | Partij     | Partij | Verkiezing |
| -------------- | --- | ---------------------------------- | ---------- | ------ | ---------- |
|                | Anton David (Voorzitter van de Grondwetgevende Nationale Raad)                                                    | 4 t/m 5 maart 1919                 | SDAPÖ      |        |            |
|                | Karl Seitz (Tot 10 november 1920 voorzitter van Grondwetgevende Nationale Raad, daarna waarnemend bondspresident) | 5 maart 1919 - 9 december 1920     | SDAPÖ      |        |            |
|                | Michael Hainisch (1858–1940)                                                                                      | 9 december 1920 - 10 december 1928 | Partijloos |        | 1920       |
| 1924           | Michael Hainisch (1858–1940)                                                                                      | 9 december 1920 - 10 december 1928 | Partijloos |        |            |
|                | Wilhelm Miklas (1872–1956)                                                                                        | 10 december 1928 - 13 maart 1938   | CS         |        | 1928       |
| 1934           | Wilhelm Miklas (1872–1956)                                                                                        | 10 december 1928 - 13 maart 1938   | CS         |        |            |
|                | Arthur Seyss-Inquart (1892–1946) (Waarnemend bondspresident)                                                      | 13 maart 1938                      | Partijloos |        |            |

### Bondspresidenten tijdens deTweede Oostenrijkse Republiek(1945-heden)
| Bondspresident | Bondspresident                   | Ambtstermijn                     | Partij     | Partij | Verkiezing |
| -------------- | -------------------------------- | -------------------------------- | ---------- | ------ | ---------- |
|                | Karl Renner (1870-1950)          | 29 april 1945 - 31 december 1950 | SPÖ        |        | 1945       |
|                | Theodor Körner (1873-1957)       | 21 juni 1951 - 4 januari 1957    | SPÖ        |        | 1951       |
|                | Adolf Schärf (1890-1965)         | 22 mei 1957 - 28 februari 1965   | SPÖ        |        | 1957       |
| 1963           | Adolf Schärf (1890-1965)         | 22 mei 1957 - 28 februari 1965   | SPÖ        |        |            |
|                | Franz Jonas (1899-1974)          | 9 juni 1965 - 24 april 1974      | SPÖ        |        | 1965       |
| 1971           | Franz Jonas (1899-1974)          | 9 juni 1965 - 24 april 1974      | SPÖ        |        |            |
|                | Rudolf Kirchschläger (1915-2000) | 8 juli 1974 - 8 juli 1986        | Partijloos |        | 1974       |
| 1980           | Rudolf Kirchschläger (1915-2000) | 8 juli 1974 - 8 juli 1986        | Partijloos |        |            |
|                | Kurt Waldheim (1918-2007)        | 8 juli 1986 - 8 juli 1992        | ÖVP        |        | 1986       |
|                | Thomas Klestil (1932-2004)       | 8 juli 1992 - 6 juli 2004        | ÖVP        |        | 1992       |
| 1998           | Thomas Klestil (1932-2004)       | 8 juli 1992 - 6 juli 2004        | ÖVP        |        |            |
|                | Heinz Fischer (1938)             | 8 juli 2004 - 26 januari 2017    | SPÖ        |        | 2004       |
| 2010           | Heinz Fischer (1938)             | 8 juli 2004 - 26 januari 2017    | SPÖ        |        |            |
|                | Alexander Van der Bellen (1944)  | 26 januari 2017 - heden          | GRÜNE      |        | 2016       |
| 2022           | Alexander Van der Bellen (1944)  | 26 januari 2017 - heden          | GRÜNE      |        |            |